# Kriegerdenkmal Worms-Pfeddersheim
Das Kriegerdenkmal Worms-Pfeddersheim ist ein Kulturdenkmal im Wormser Stadtteil Pfeddersheim.

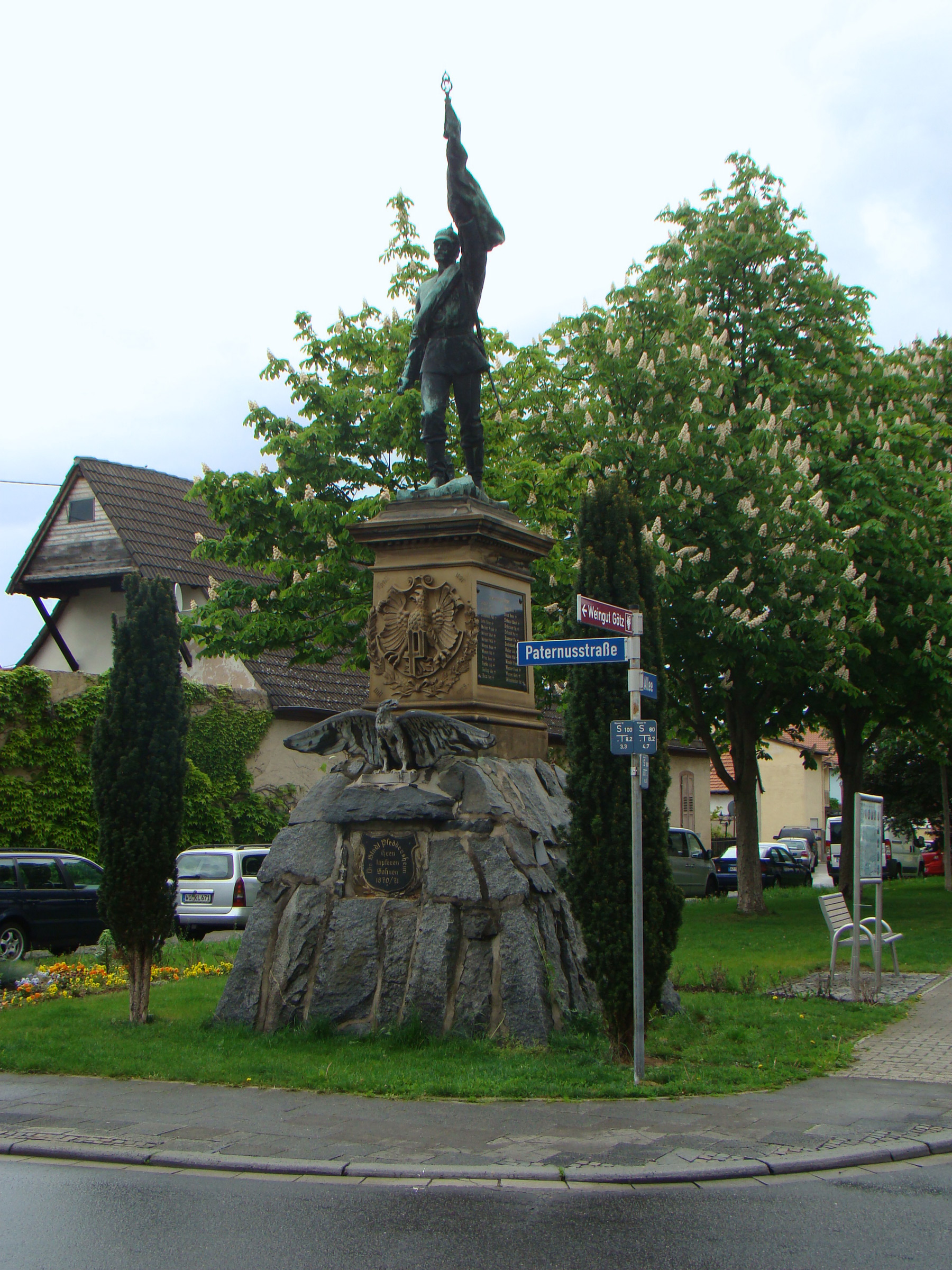
Kriegerdenkmal in Worms Pfeddersheim

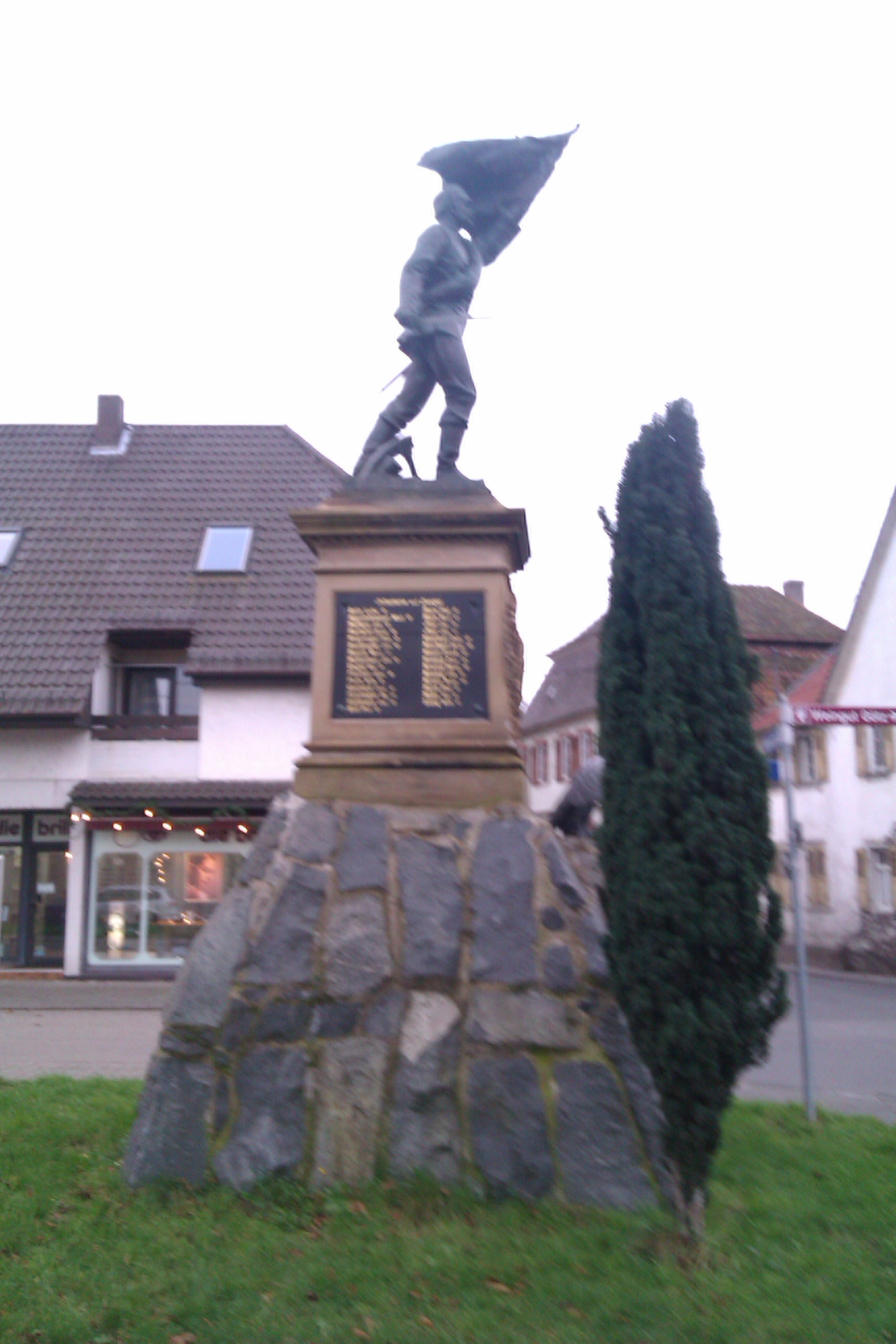
Seitenansicht

## Das Denkmal
Es befindet sich in Pfeddersheim an der Ecke Allee/Paternusstraße und soll an die Pfeddersheimer Opfer des Deutsch-Französischen Krieges 1870/71 erinnern.
Das Denkmal ist eine aus Bronze gefertigte Statue eines fahnenschwenkenden Kriegers, die auf einem Sandsteinsockel mit Inschriften und dem Reichsadler steht. Der Sockel seinerseits steht auf einem hohen Felsblock aus Granit.
Es wurde am 7. und 8. Juli 1894 eingeweiht. Der Bildhauer war der Pfeddersheimer Jakob Brand.

## Restaurierung
Das Denkmal wurde im Dezember 2012 für 22.000 Euro restauriert. Die Restaurierung der Namenstafeln mit einem Kostenvolumen von 600 Euro trug der Arbeitskreis für Kultur- und Landschaftspflege Pfeddersheim.

## Trivia
Erstellt wurde das Denkmal 1894. Die Inschrift unter dem Reichsadler lautet: „Die Stadt Pfeddersheim ihren tapferen Söhnen 1870/71“. Bemerkenswert ist hierbei, dass bereits 20 Jahre vor der Erstellung Pfeddersheim durch die Landgemeindeordnung für das Großherzogtum Hessen von 1874 zu einem „Dorf“ herabgestuft wurde. Der „Stolz“ der Pfeddersheimer ließ diese Tatsache bei der Erstellung der Inschrift „unter den Tisch fallen“.